# Avenue Winston Churchill
Pour les articles homonymes, voir Avenue Winston-Churchill.
L'avenue Winston Churchill (Winston Churchilllaan en néerlandais), est une avenue de la commune bruxelloise d'Uccle, à proximité de la forêt de Soignes.

## Situation et accès
L'avenue Churchill, qui est bordée d'arbres et de maisons datant de la fin du XIXe siècle et du début du XXe siècle, débute chaussée de Waterloo et se termine avenue Brugmann.

## Origine du nom
Cette voie porte le nom de l'homme d'État britannique Winston Churchill (1874-1965).

## Historique
Elle portait anciennement le nom d'avenue Longchamp.

## Bâtiments remarquables et monuments

### Sur l'avenue Churchill
Le patrimoine immobilier protégé fait partie du patrimoine culturel en Belgique.
Art nouveau :
- Villa Elisa, architecte Victor Taelemans, au n° 8
- Villa Pelseneer, architecte Edouard Pelseneer, au n° 51
- Maison 't Bieken, architecte Ernest Delune, au n° 90
- Villa Elisa, architecte Jean-Baptiste Dewin, au n° 110
- Villa Puy Fleuri et conciergerie, Edouard Pelseneer, au n° 228

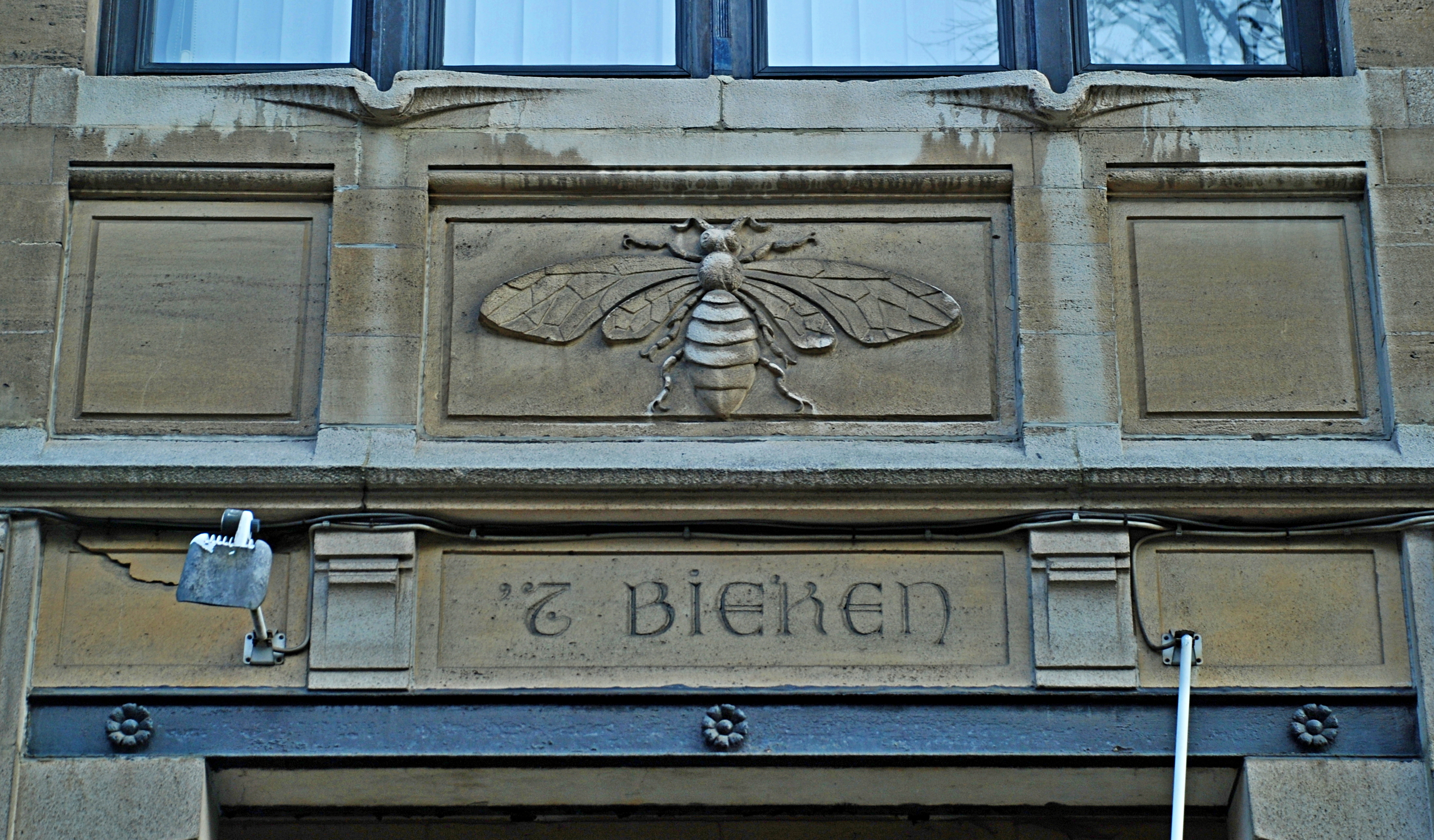
Maison 't Bieken
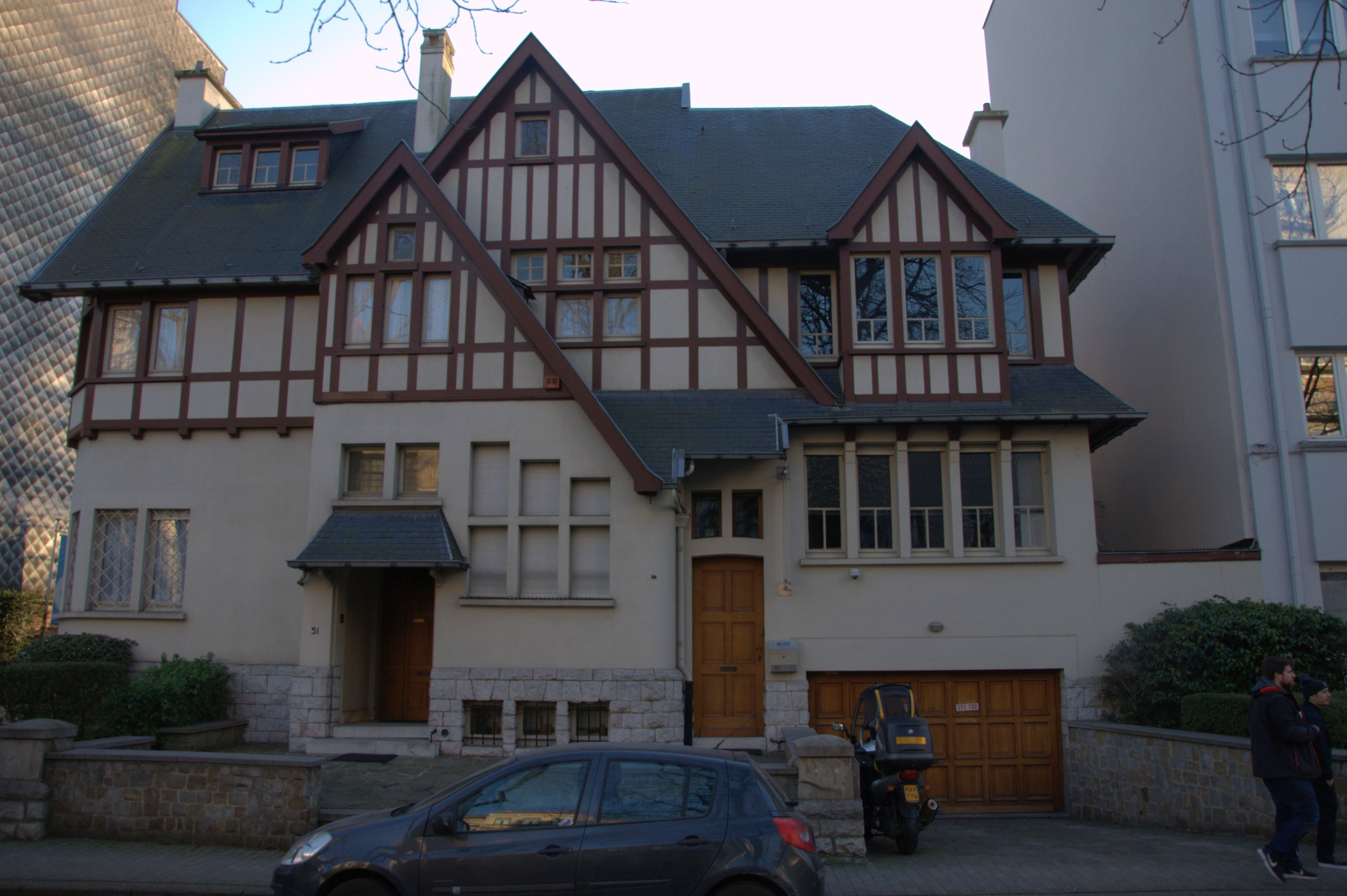
Villa Pelseneer
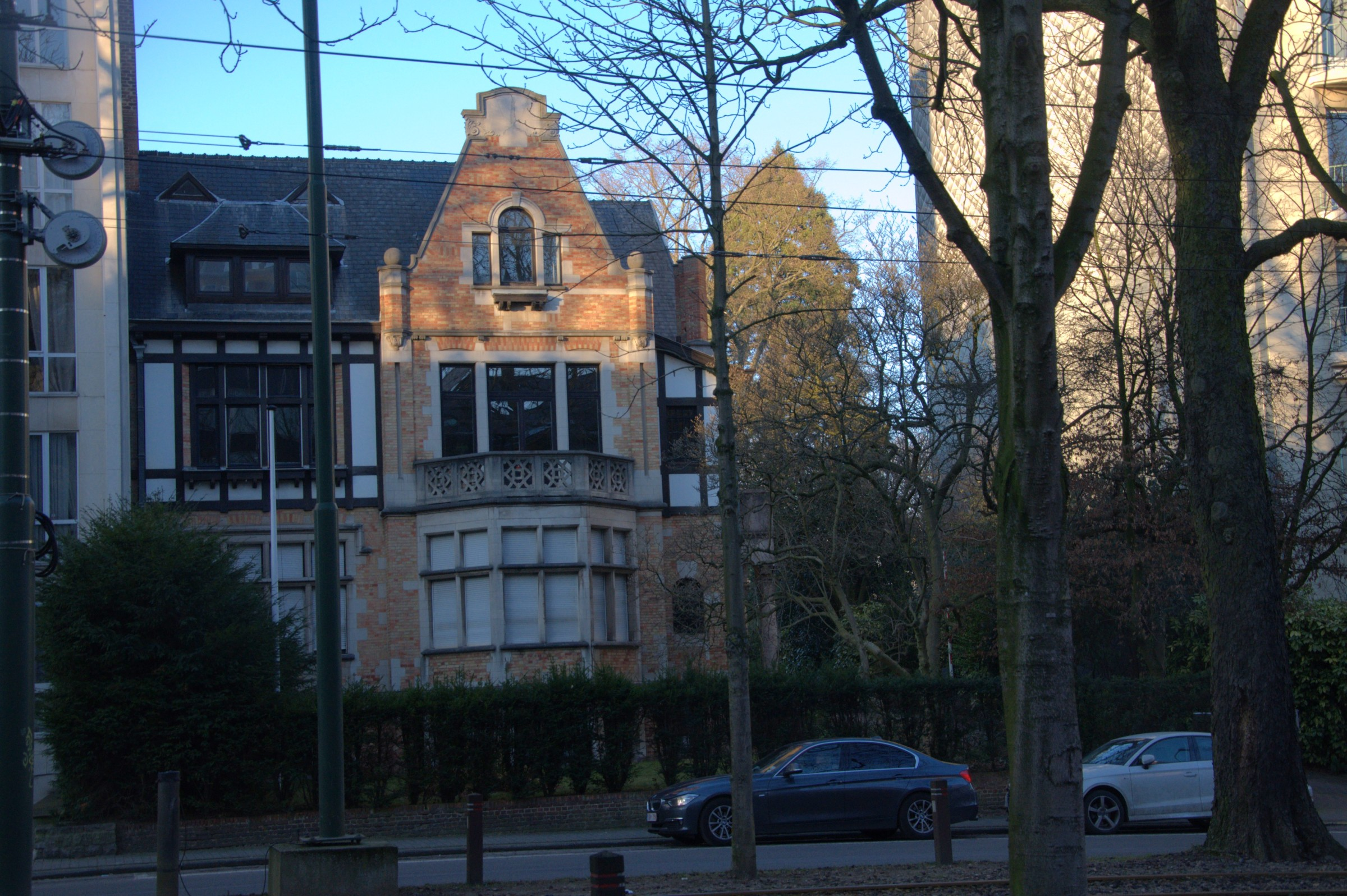
Villa Puy Fleuri

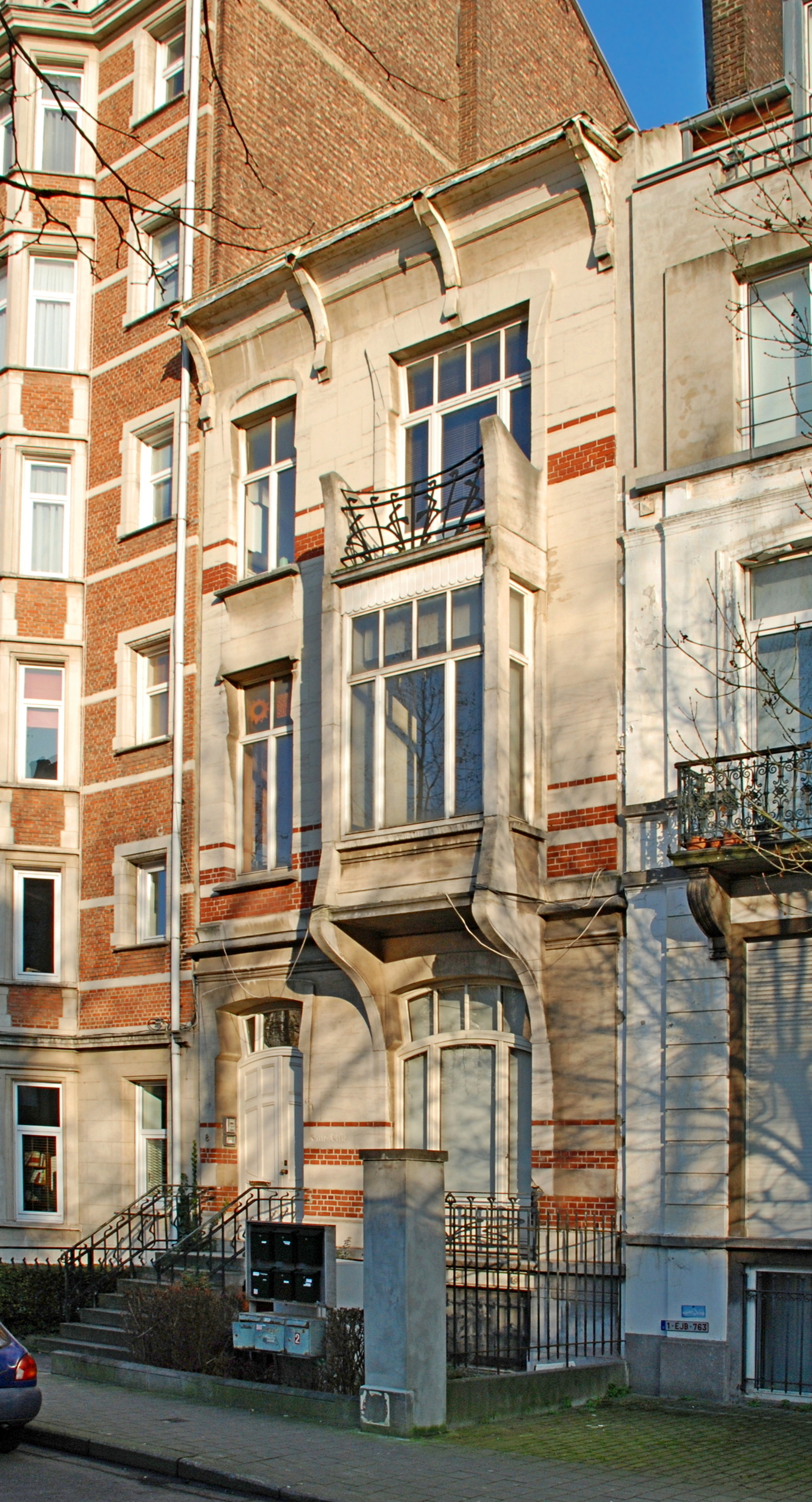
Villa Elisa
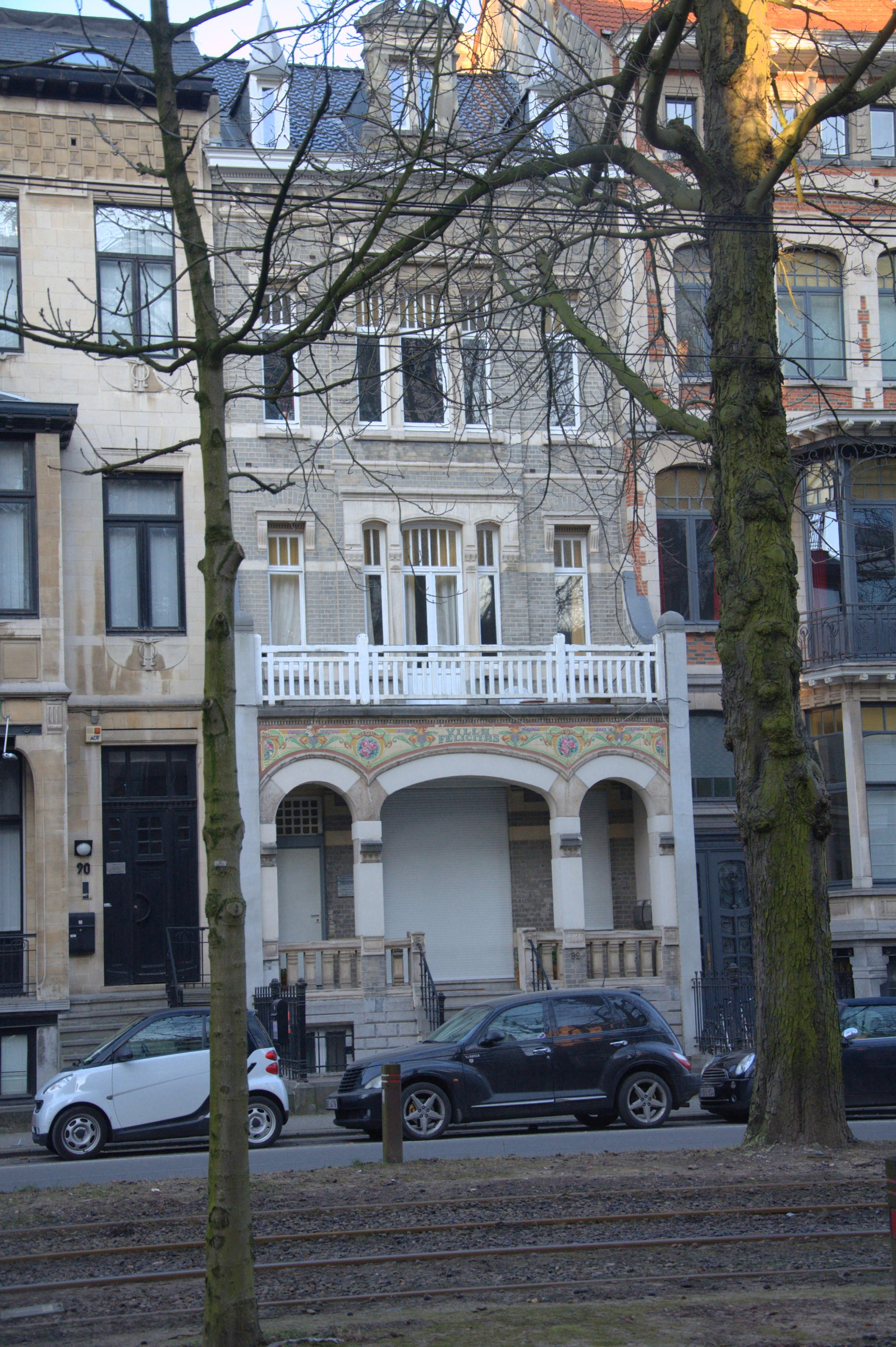
Villa Felicitas
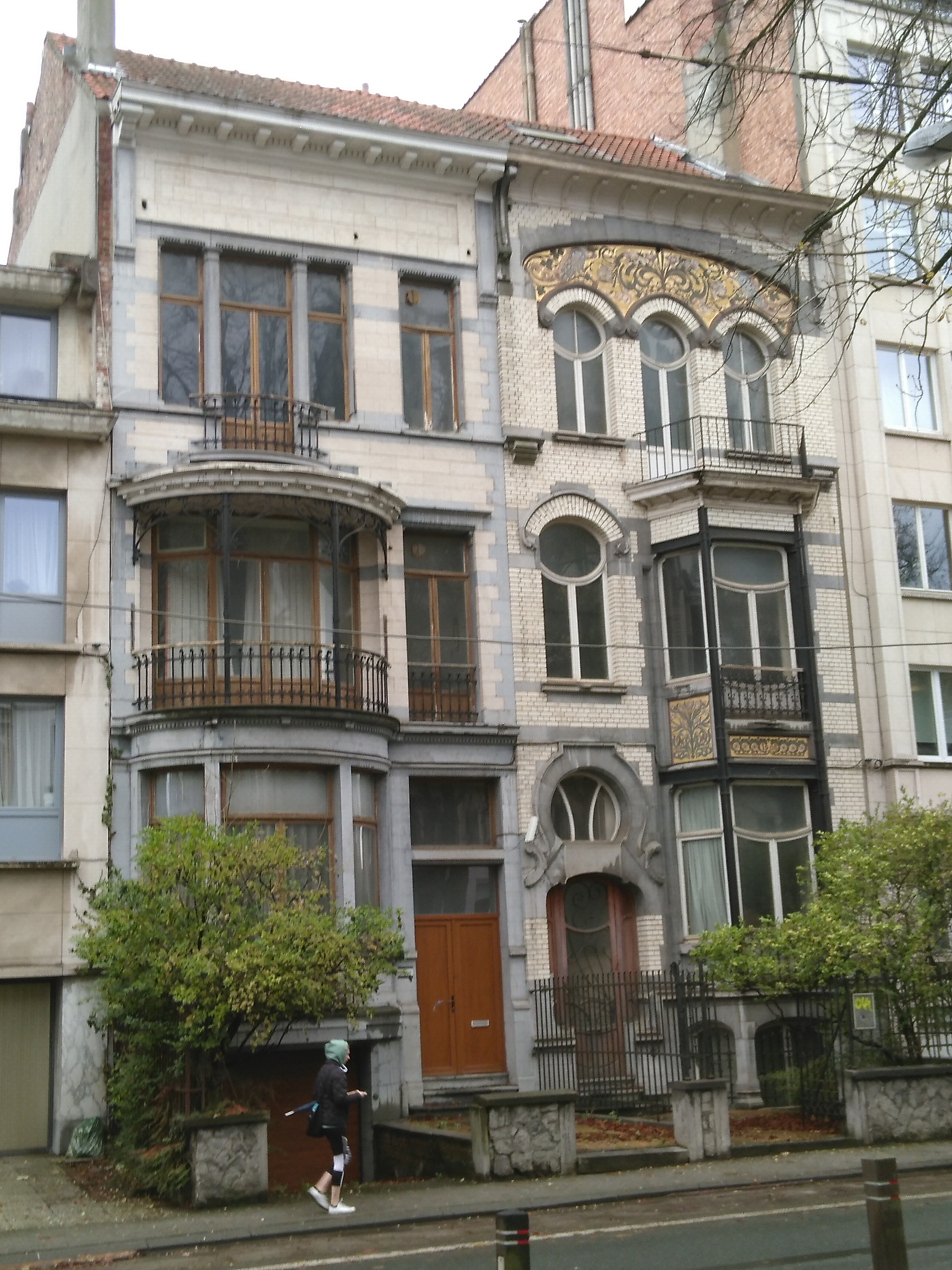
Au n° 29-31

### Au rond-point Churchill
Une statue de Winston Churchill fut inaugurée le 4 octobre 1967 par la princesse Margaret en présence du prince Albert, futur roi des belges.

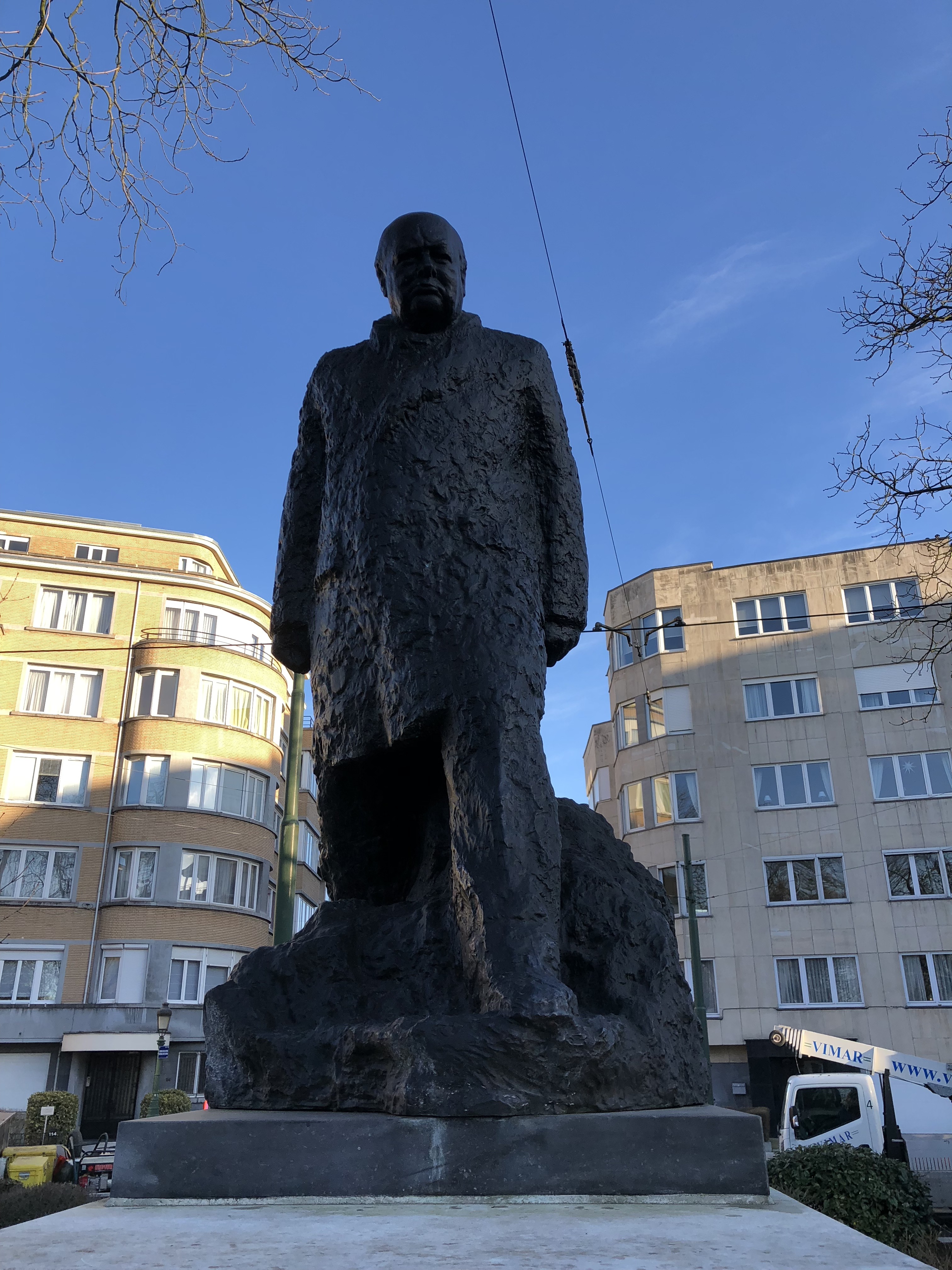
De face
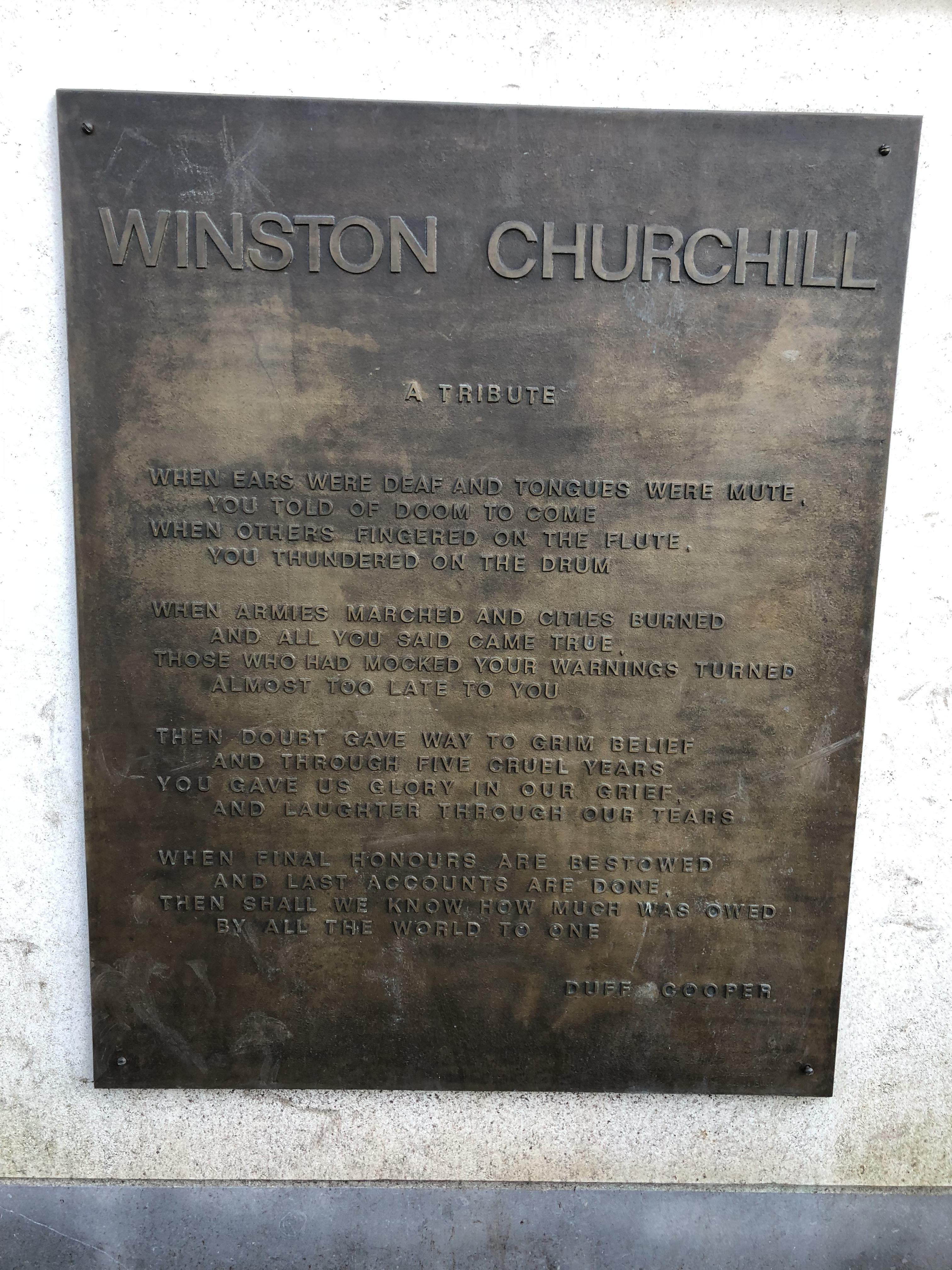
Poème de Duff Cooper
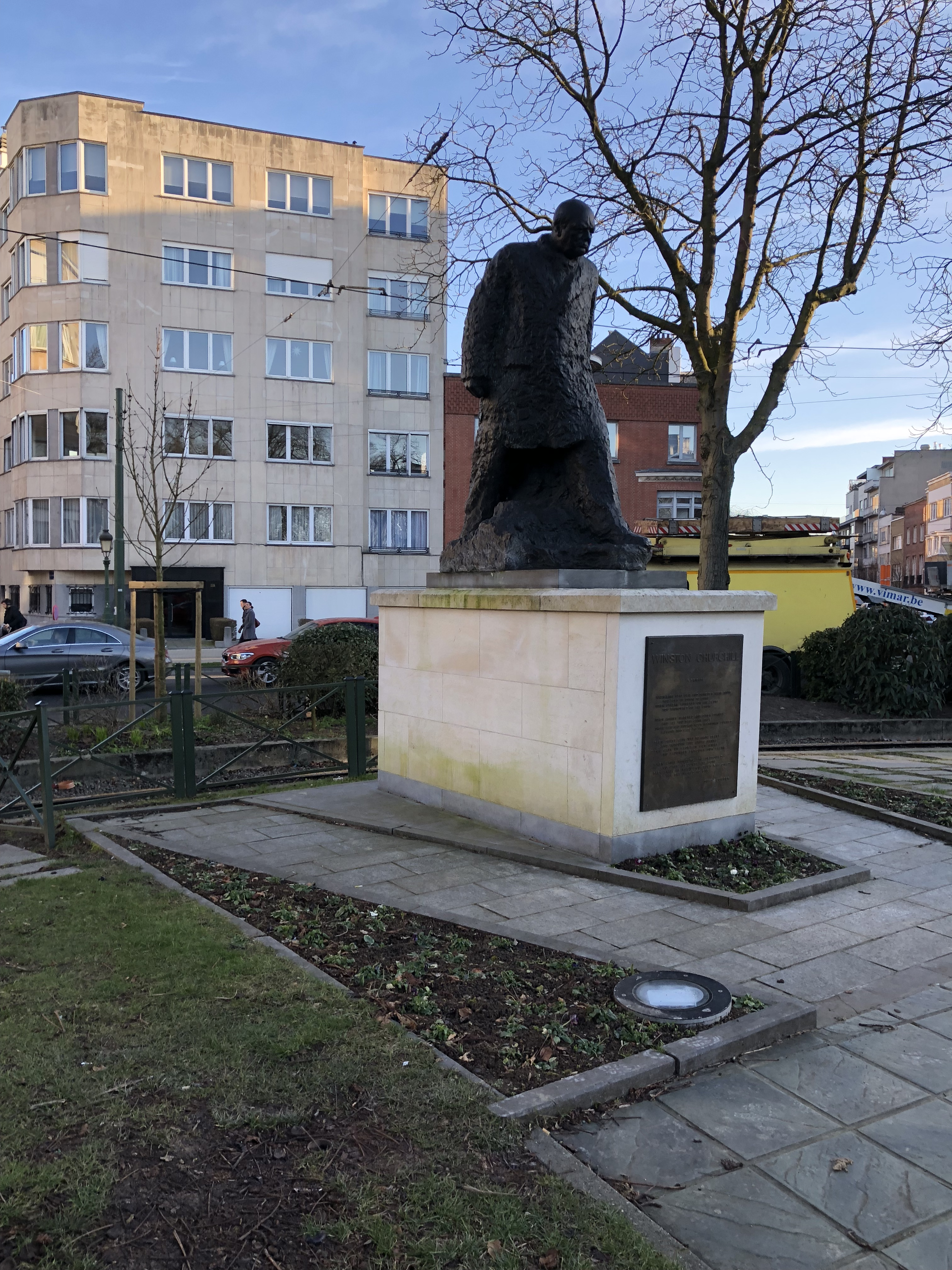
De profil

### Ambassades et consulats
- Guatemala
- Kenya
- Eswatini

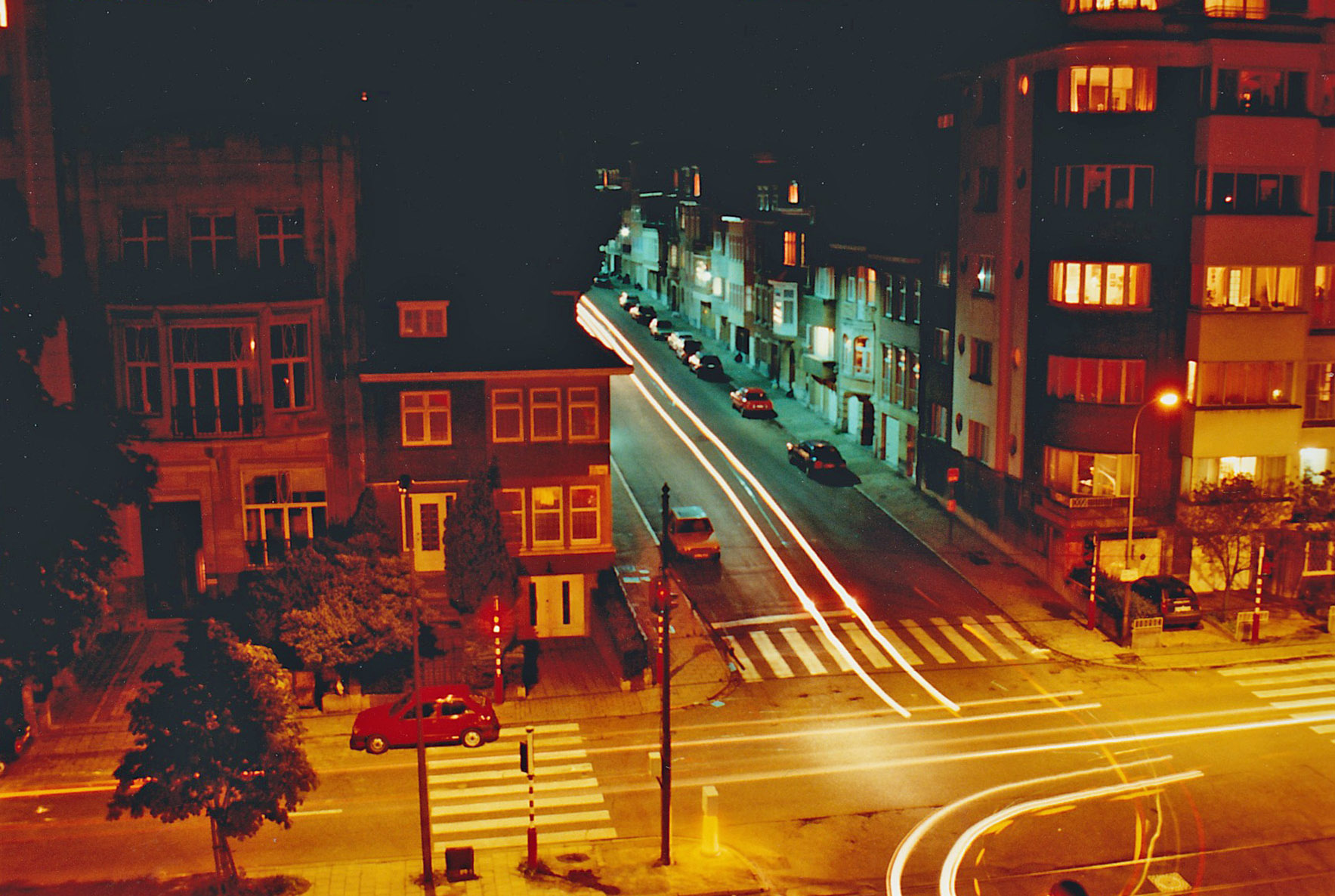
L'ambassade du Guatemala, vue de nuit.
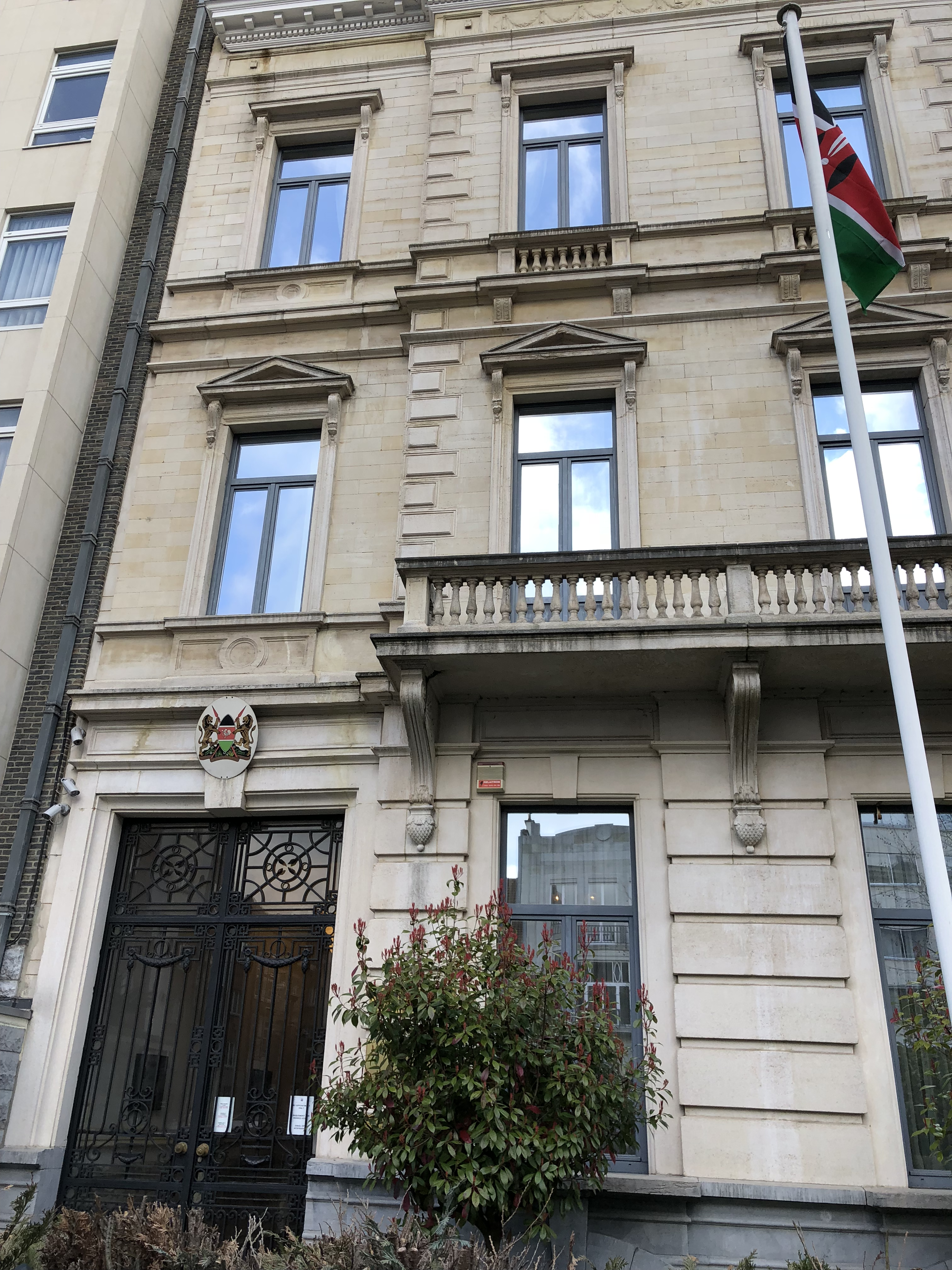
L'ambassade du Kenya
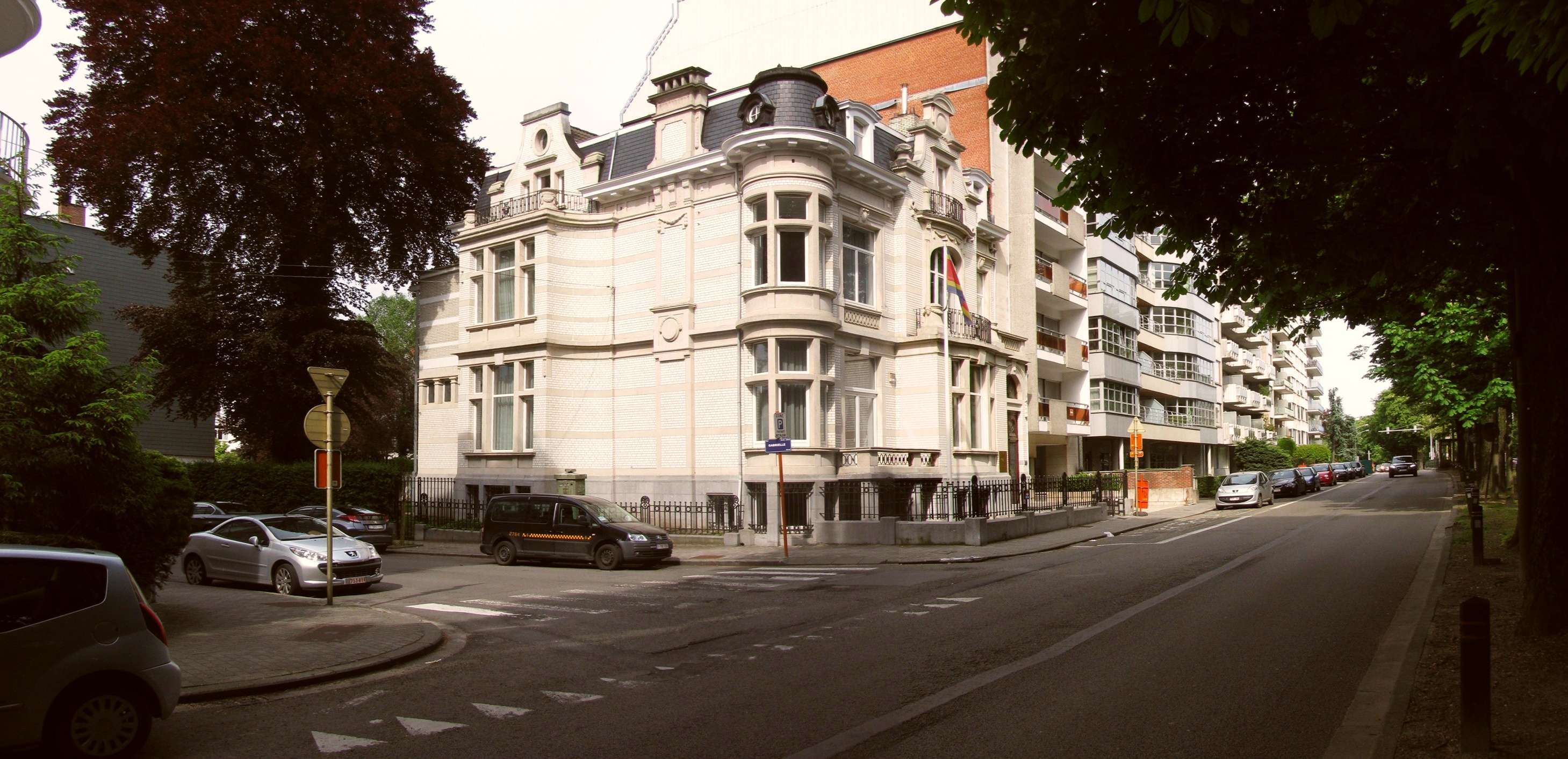
L'ambassade du Swaziland, Hôtel de maître par Paul Picquet.

### Articles connexes

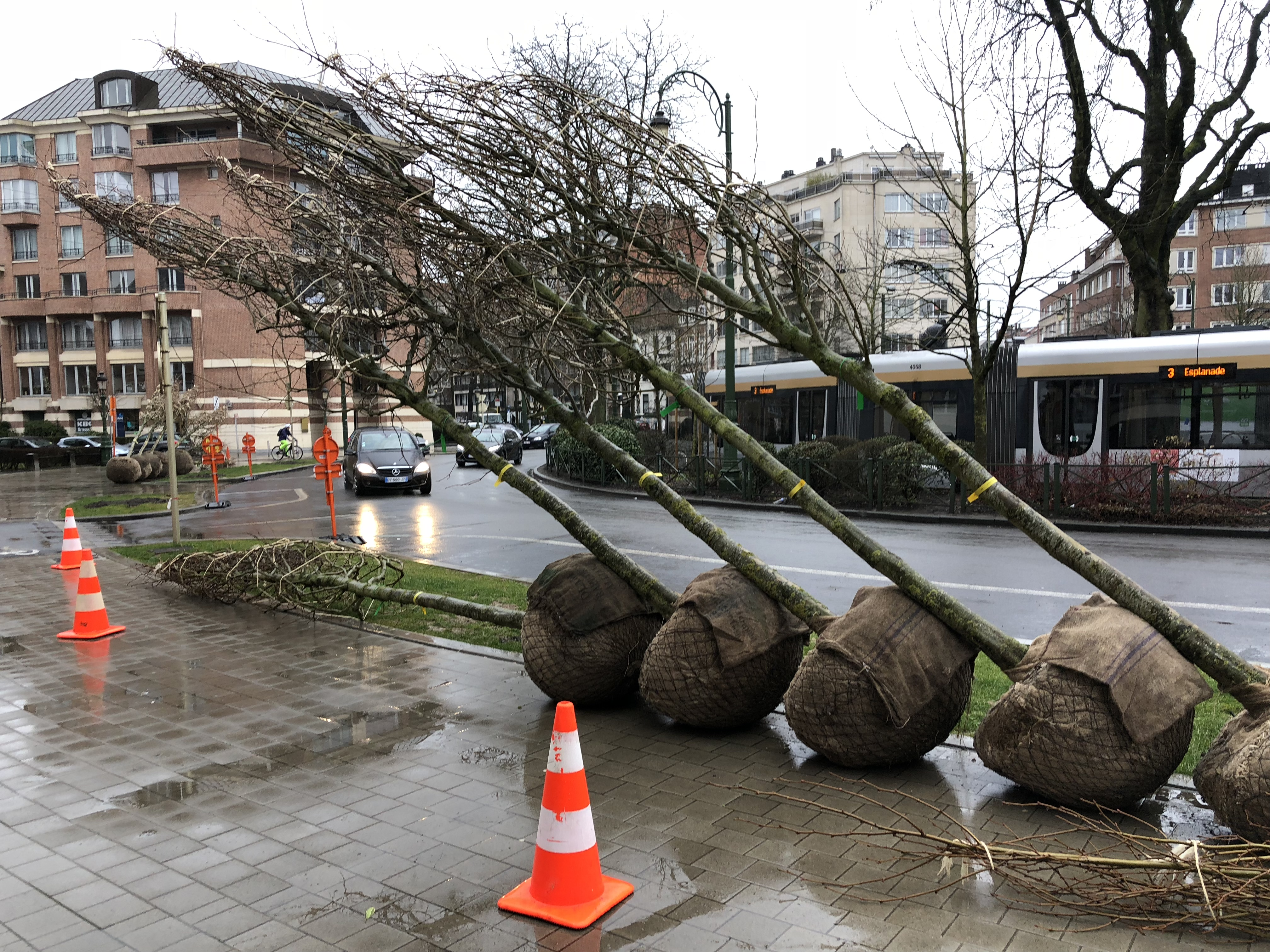
Avant la pose des arbres du rond-point Churchill.